# William Earl Johns
William Earl Johns (* 5. Februar 1893 in Bengeo, Hertfordshire; † 21. Juni 1968) war ein englischer Pilot und Schriftsteller. Bekannt wurde er neben seinem eigenen Namen auch unter den Pseudonymen W. E. Johns bzw. Captain W. E. Johns und William Earle.

## Leben und Wirken
Johns kam aus einfachen Verhältnissen, sein Vater war Schneider, seine Mutter Verkäuferin. Ab Januar 1905 besuchte er die Hertford Grammar School seiner Heimatstadt und einige Zeit parallel dazu Abendkurse der örtlichen Zeichenschule. Im Sommer 1907 begann er eine vierjährige Ausbildung in der örtlichen Verwaltung. 1912 berief man ihn als Gesundheitsinspektor nach Swaffham (Norfolk).
1913 meldete sich Johns als Freiwilliger zur Territorial Army (Norfolk Yeomanry). Im August 1914 trat er dort seinen Dienst an. Da eine Mobilmachung immer wahrscheinlicher wurde, heiratete Johns am 6. Oktober 1914 Maud Penelope Hunt (1882–1961) und hatte mit ihr einen Sohn, William Earl.
Im September 1915 begab man sich in die Türkei, um dort in der Schlacht von Gallipoli die englischen Truppen zu verstärken. Im Herbst 1916 wurde Johns zur Artillerie versetzt. Er war später an der mazedonischen Front in Griechenland stationiert, lag aber wegen Malaria längere Zeit im Lazarett. Im darauffolgenden Jahr wurde er zum Royal Flying Corps (RFC) versetzt und des Flugtrainings wegen zurück nach England beordert.
Nach Ende des Ersten Weltkriegs blieb Johns in der Royal Air Force (RAF). Er arbeitete in der Verwaltung und war auch als Rekrutierungsoffizier tätig. Bei dieser Aufgabe fiel ihm T. E. Lawrence auf, der sich unter dem Pseudonym T. E. Shaw als einfacher Freiwilliger zur RAF melden wollte. Erst auf Befehl von General Philip Walhouse Chetwode, 1. Baron Chetwode konnte Lawrence mit falschen Namen untertauchen.
1923 trennte sich Johns von seiner Ehefrau und verpflichtete sich für weitere vier Jahre. In Birmingham stationiert, leitete er wiederum ein Rekrutierungsbüro. Dort machte er die Bekanntschaft von Doris May Leigh (1900–1969), die mit ihm später in Newcastle upon Tyne zusammen lebte. Ab dieser Zeit war D. M. Leigh als „Mrs. Johns“ bekannt, obwohl Johns sich nie hatte scheiden lassen.
Am 15. Oktober 1927 verabschiedete man Johns in den Ruhestand. Vier Jahre lang, bis 15. Oktober 1931, führte man ihn noch als Reservist und dann zog er sich endgültig in das Privatleben zurück. Als Spezialist für die RAF bzw. das Fliegen schrieb er als freier Mitarbeiter für einige Zeitungen und Zeitschriften. Die John Hamilton Ltd. wurde auf ihn aufmerksam und Johns konnte mit deren Unterstützung ab März 1932 die Zeitschrift „Popular Flying“ publizieren.

## Rezeption
Als Autor konnte Johns 1922 sehr erfolgreich mit seinem Roman „Mossyface“ debütieren; veröffentlicht wurde dieses Werk unter dem Pseudonym William Earle. In seiner Zeitschrift „Popular Flying“ erschien auch die erste „Biggles“-Erzählung. „Biggles“ brachte es auf über hundert Bände und wurde zu seinem Magnum Opus. Der erste Biggles-Roman „The camels are coming“ erschien Sommer 1932 noch unter William Earle, später dann unter Capt. W. E. Johns; der letzte kurz vor seinem Tod unter W. E. Johns.

## Werke (Auswahl)
- Biggles-Zyklus. 1932–1968 (100 Bde.)
- Steeley-Reihe. 1936–1939 (6 Bde.).
- Worral-Reihe. 1941–1950 (11 Bde.).
- Gimlet-Reihe. 1943–1954 (10 Bde.).